# Rozporządzenie Parlamentu Europejskiego i Rady (UE) 2023/1230
Rozporządzenie Parlamentu Europejskiego i Rady (UE) 2023/1230 z dnia 14 czerwca 2023 r. w sprawie maszyn zastępuje wcześniejszą dyrektywę maszynową 2006/42/WE, nazywaną potocznie Dyrektywą Maszynową. Głównym celem nowego rozporządzenia jest ujednolicenie wymagań dotyczących zdrowia i bezpieczeństwa maszyn w całej Unii Europejskiej oraz usunięcie przeszkód w handlu maszynami między państwami członkowskimi .

## Historia i cel rozporządzenia
Rozporządzenie 2023/1230 zostało przyjęte w celu poprawy i uproszczenia przepisów dotyczących bezpieczeństwa maszyn oraz dostosowania ich do współczesnych wymagań technologicznych. Dyrektywa Maszynowa 2006/42/WE była podstawą dla zharmonizowanych wymagań w zakresie ochrony zdrowia i bezpieczeństwa w odniesieniu do maszyn, jednak doświadczenia zdobyte podczas jej stosowania wykazały niedociągnięcia i niezgodności, w szczególności w obszarze procedur oceny zgodności i zakresu produktów. Nowe rozporządzenie wprowadza jaśniejsze i bardziej precyzyjne przepisy, aby zapewnić jednolite zasady w odniesieniu do ram, w których produkty objęte zakresem stosowania tego aktu mogą być udostępniane na rynku.

## Zakres stosowania
Rozporządzenie dotyczy szerokiego zakresu maszyn, w tym elementów bezpieczeństwa oraz produktów powiązanych, takich jak wyposażenie wymienne, osprzęt podnoszący, łańcuchy, liny i pasy oraz odłączalne urządzenia do mechanicznego przenoszenia napędu. Nowe regulacje dotyczą zarówno nowych maszyn produkowanych na terenie Unii Europejskiej, jak i tych sprowadzanych spoza jej obszaru, aby zapewnić wysoki poziom ochrony zdrowia i bezpieczeństwa.
Rozporządzenie nie obejmuje natomiast środków transportu lotniczego, wodnego oraz kolejowego, ale dotyczy maszyn zamontowanych na tych środkach transportu. Środki transportu drogowego są regulowane przez niniejsze rozporządzenie tylko w zakresie niezawartym w innych unijnych aktach prawnych.

## Zasadnicze wymagania w zakresie ochrony zdrowia i bezpieczeństwa
Rozporządzenie 2023/1230 wprowadza nowe zasady dotyczące projektowania i wytwarzania maszyn, uwzględniające rosnące znaczenie oprogramowania i technologii cyfrowych. Definicja maszyn obejmuje teraz nie tylko urządzenia fizyczne, ale również urządzenia cyfrowe pełniące funkcje bezpieczeństwa. W kontekście rosnącej autonomii maszyn, szczególny nacisk położono na ocenę ryzyka wynikającego z zastosowania sztucznej inteligencji oraz innych technologii cyfrowych, takich jak internet rzeczy (IoT) czy robotyka.
Zasadnicze wymagania dotyczące ochrony zdrowia i bezpieczeństwa są stosowane w sposób jednolity we wszystkich państwach członkowskich Unii Europejskiej. Maszyny oraz produkty powiązane muszą spełniać te wymagania przed wprowadzeniem do obrotu lub oddaniem do użytku. W przypadku istotnych modyfikacji maszyn wymagane jest przeprowadzenie nowej oceny zgodności.

## Ocena zgodności i nadzór rynku
Rozporządzenie wprowadza bardziej rygorystyczne przepisy dotyczące oceny zgodności, zwłaszcza w przypadku maszyn o wyższym poziomie ryzyka. Procedura oceny zgodności powinna być przeprowadzana przez producenta, który jest największym ekspertem w zakresie projektowania i produkcji swoich maszyn. W niektórych przypadkach wymagana jest jednak obecność jednostki notyfikowanej, która niezależnie potwierdza zgodność z wymaganiami.
Nadzór rynku nad maszynami i produktami powiązanymi ma na celu zapewnienie, że wprowadzane do obrotu produkty są bezpieczne dla zdrowia i życia ludzi oraz, w stosownych przypadkach, dla środowiska. W razie wykrycia zagrożeń organy nadzoru rynku mogą podjąć odpowiednie środki, łącznie z zakazem wprowadzenia produktu na rynek.

## Zmiany względem Dyrektywy Maszynowej 2006/42/WE
Rozporządzenie 2023/1230 wprowadza kilka istotnych zmian względem wcześniejszej Dyrektywy Maszynowej 2006/42/WE. Jedną z najważniejszych zmian jest rozszerzenie definicji maszyn, aby uwzględnić urządzenia cyfrowe pełniące funkcje bezpieczeństwa oraz maszyn o wysokim stopniu autonomii, które korzystają z technologii sztucznej inteligencji. Rozporządzenie kładzie również większy nacisk na ocenę ryzyka związanego z nowymi technologiami, takimi jak systemy uczenia maszynowego. Dodatkowo, wprowadzono bardziej rygorystyczne wymogi dotyczące dokumentacji technicznej oraz procesu oceny zgodności, a także zwiększono odpowiedzialność producentów za zapewnienie, że ich maszyny pozostają zgodne z zasadniczymi wymaganiami przez cały okres ich użytkowania.